# Colonies Amana
Pour les articles homonymes, voir Amana.

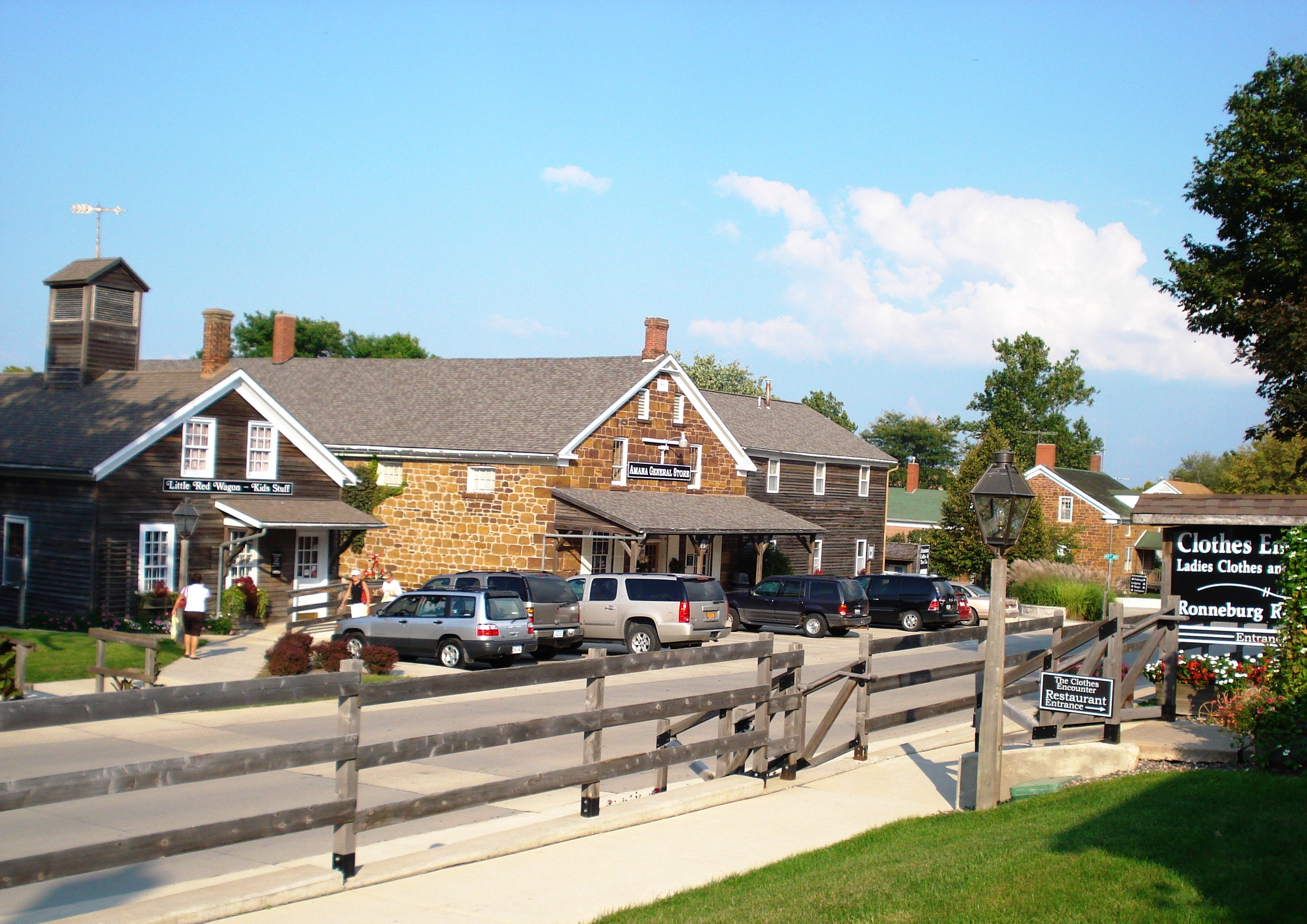
Rue d'un village des colonies Amana.

Les colonies Amana sont une zone urbaine fondée en 1855 par une communauté d'Allemands piétistes dans l'État de l'Iowa, aux États-Unis. La colonie de peuplement, avant de s'installer dans l'Iowa, avait initialement été fondée dans l'État de New York, à proximité de Buffalo. Les colonies comprennent sept villages différents et furent appelées la société Ebenezer ou la communauté de la vraie inspiration (die Gemeinde der wahren Inspiration).
La communauté intentionnelle d'Amana a pu être décrite comme formant, jusqu'à la première moitié du XXe siècle, une société communiste, le terme devant être compris dans son sens étymologique de mise en commun des biens matériels. Dans les années 1930, les colonies ont abandonné le système strictement communautaire pour passer à une économie plus traditionnelle, en confiant la gestion des entreprises locales et des terres cultivables à une société créée par elles à cet effet, Amana Society, Inc.
L'économie des colonies Amana continue de reposer en partie sur l'agriculture et l'artisanat, mais la société Amana Society s'occupe également de produire des réfrigérateurs, des congélateurs et divers produits ménagers, en partenariat avec Whirlpool Corporation. Les colonies Amana sont aujourd'hui un lieu du tourisme de mémoire aux États-Unis et sont inscrites comme site historique national par le Registre national des lieux historiques.